# Wishkah
Wishkah – rzeka w Stanach Zjednoczonych w stanie Waszyngton o długości 64 km i powierzchni zlewni 260 km². Dopływ rzeki Chehalis. Przepływa przez miasto Aberdeen.
Nazwa "Wishkah" pochodzi z języka indiańskiego plemienia Chehalis. Słowa "hwish-kahl" to "cuchnąca woda".

## Wishkah w kulturze masowej
Utwór Something In The Way zespołu Nirvana nawiązuje do epizodu w biografii jego lidera, Kurta Cobaina. Miał on zamieszkać pod mostem nad rzeką Whishkah gdy rzucił szkołę i został wyrzucony z domu przez swoją matkę. Według biografii Charlesa R. Cross'a, do rzeki nawiązuje mit stworzony przez Cobaina. Mówi on o tym, że jedna trzecia skremowanych prochów Cobaina została rozrzucona w tej właśnie rzece.
From the Muddy Banks of the Wishkah to koncertowy album zespołu Nirvana, wydany w 1996. Zawiera nagrania koncertowe z lat 1989–1994.